# Lambeosaurus paucidens
Lambeosaurus paucidens es una especie dudosa del género extinto Lambeosaurus («lagarto de Lambe») de dinosaurios ornitisquios hadrosáuridos, que vivieron a finales del período Cretácico, hace aproximadamente 76 y 75 millones de años, en el Campaniense, en lo que hoy es Norteamérica. En 1964 John Ostrom notó que la antigua especie nombrada por Othniel Charles Marsh, Hadrosaurus paucidens, basado en USNM 5457, un maxilar parcial y un escamoso de la Formación Río Judith del Condado Fergus, Montana, era un espécimen de Lambeosaurus. Es generalmente considerado como un nombre dudoso y fue incluida como H. paucidens en una revisión de 2004, aunque al menos un autor, Donald F. Glut , lo ha aceptado como Una especie de Lambeosaurus. En este caso, el epíteto específico se deriva del latín pauci- «pocos» y dens «diente».